# Glofiish M700
Glofiish M700 (E-Ten M700) - клавиатурный коммуникатор с четырёхдиапазонным GSM модулем, модулями WiFi, Bluetooth и встроенным GPS приёмником.

## Основные параметры
- Операционная система: Windows Mobile 5.0 ver. AKU 3.2 (доступно обновление до Windows Mobile 6 Professional)
- Процессор: 400 МГц Samsung SC32442 (ARM)
- Память:
  - ОЗУ: 64 Мб
  - ПЗУ: 128 Мб Flash ROM
- Дисплей: 2.8 дюйм 240x320 точек, 65535 цветов, Цветной TFT трансфлективный
- Разъём внешнего питания: mini-USB
- Слоты расширения: 1 - microSD
- Поддержка стандартов сотовой связи: GSM 850/900/1800/1900 МГц
- Поддержка стандартов передачи данных: GPRS Class 10, EDGE
- Поддержка прочих технологий:
  - Bluetooth v2.0 Class 2 + EDR
  - WiFi 802.11b/g
  - GPS модуль SiRF Star III
- Фото и видео: 2mpx (фотокамера до 1600 x 1200, CMOS-сенсор, Цифровой зум, Вспышка)
- Управление и ввод:
  - Сенсорный экран/стилус
  - Хард-кнопки
  - QWERTY клавиатура
- Мультимедиа и прочие возможности:
  - Полифонический динамик
  - Стерео-выход
  - Диктофон, встроенный микрофон
  - Подключение гарнитуры
  - Виброзвонок
  - FM-приёмник
- Аккумулятор: 1530мАч Съёмный Li-Ion, 1 шт
- Масса, габариты: 165 г., 118 x 59 x 20 мм

## Дизайн
Корпус выполнен из серебристого пластика без лакового покрытия. Боковины и торцы опоясаны тёмно-серой рифленой вставкой, улучшающей сцепление с кожей и способствующей более надёжному удержанию коммуникатора в руке. Основные органы управления устройством расположены на лицевой стороне. Над дисплеем расположена группа клавиш и индикаторов, она состоит из 2 кнопок и 2 светодиодов. Клавиша и индикатор слева отвечают за работу GPS, а справа за возвращение на экран «домой» и работу модуля GSM. Чуть ниже находится 2.8 дюймовый экран, который слегка утоплен в корпус. Это сделано для того, чтобы уберечь его от повреждений. Под дисплеем сгруппирован блок стандартных клавиш, а именно софт клавиши, клавиши посыла и отклонения вызова, а также навигационная клавиша.

## Функциональные возможности
Модель базируется на быстром, экономичном процессоре Samsung с тактовой частотой 400 МГц. Объём оперативной памяти в ней составляет 64 мегабайта + 128 мегабайт Флэш памяти. Идущие в комплект наушники не могут раскрыть весь потенциал устройства. Качество звука в них колеблется на среднем уровне. Внешний динамик в отличие от других динамиков подобного класса играет чётко и достаточно громко. Звонок будет слышен практически в любых условиях. Перед прослушиванием радио необходимо подключить гарнитуру - FM приёмник, использует провод гарнитуры в качестве антенны. В память коммуникатора можно ввести до 50 радиостанций для удобного переключения между ними. Коммуникатор оснащён 2мп камерой без возможности автоматической фокусировки.

## Комплект поставки
- стилус (2шт)
- зарядное устройство от сети
- кабель для синхронизации с разъёмом mini USB
- проводная стереогарнитура
- чехол из кожзаменителя
- CD с сопровождаемым ПО
- руководство пользователя